# John Dube
John Langalibalele Dube (n. 22 februarie 1871, Inanda, KwaZulu-Natal, Africa de Sud – d. 11 februarie 1946, Durban, Uniunea Africii de Sud) a fost un scriitor, publicist, om politic și filozof sud-african de limbă zulu.
Militant pentru emanciparea anticolonială și împotriva discriminării rasiale, scrierile sale au ca temă morala socială și diverse momente ale istoriei.
A fost președintele fondator al Congresului Național al nativilor Sud-Africani, devenit ulterior Congresul Național African.

## Opera
- 1933: Ujeqe, confidentul lui Shaka ("Ujeqe, Insila ka Shaka");
- Negrul, propriul său dușman ("Isita Esikhulu Somuntu nguye Uqobo Lwake").

Dube a fondat primul ziar în limba zulu, Ilanga laseNatal.